# Thomas Schäfer (Diplomat)
Thomas Schäfer (* 1. Dezember 1952 in Oldenburg) ist ein deutscher Diplomat im Ruhestand. Von 2007 bis 2010 sowie von 2013 bis 2018 war er deutscher Botschafter in Nordkorea, von 2010 bis 2013 in Guatemala.

## Leben
Nach dem Schulbesuch in Kansas City, Missouri (Abschluss 1971) und in Kiel (Abitur 1972) studierte Schäfer bis 1980 Geschichtswissenschaften und Romanistik an der Universität Kiel. In dieser Zeit war er von 1977 bis 1978 als Sprachassistent in Lyon tätig. 1985 promovierte er in Kiel im Fach Geschichte.
Von 1981 bis 1983 absolvierte er die Ausbildung im Auswärtigen Amt und war anschließend bis 1987 an der Botschaft Peking, China, tätig. Nach einer Auslandsverwendung als ständiger Vertreter an der Botschaft San Salvador (1987–1989), war er von 1989 bis 1992 Referent im Lateinamerikareferat im Auswärtigen Amt in Bonn.
1992 bis 1994 war er am Generalkonsulat in Hongkong. 1994 wurde Schäfer stellvertretende Referatsleiter im Referat Abrüstung. Ab 1997 war Schäfer zunächst an der Botschaft Guatemala-Stadt und ab 2000 an der Botschaft Caracas (Venezuela) tätig.
2003 übernahm er die Leitung des Referats Abrüstung in Berlin und hatte diese bis 2006 inne.
Von 2006 bis 2007 war er an die deutsche Botschaft in Seoul entsandt und wurde 2007 zum Botschafter in Pjöngjang ernannt. Von August 2010 bis Juli 2013 war Schäfer Botschafter in Guatemala und von 2013 bis zu seinem Eintritt in den Ruhestand 2018 erneut Botschafter in Nordkorea. Mit Unterstützung Schäfers kam es im Herbst 2008 zu einer Ausstellung der United Buddy Bears in Pjöngjang. Die Ausstellung war für jedermann frei zugänglich.
Schäfer ist mit einer Guatemaltekin verheiratet und hat zwei Kinder.